# Winefred Lake
Winefred Lake är en sjö i Kanada.   Den ligger i provinsen Alberta, i den centrala delen av landet, 2 700 km väster om huvudstaden Ottawa. Winefred Lake ligger 590 meter över havet. Arean är 95 kvadratkilometer. Den sträcker sig 17,2 kilometer i nord-sydlig riktning, och 9,4 kilometer i öst-västlig riktning.
Trakten runt Winefred Lake är nära nog obefolkad, med mindre än två invånare per kvadratkilometer.